# Абакаров Каді Абакарович
Каді Абакарович Абакаров (9 травня 1913 — 29 лютого 1948)  — Герой Радянського Союзу (1946), учасник німецько-радянської війни.

## Біографія
Народився в селі Ечеда (нині в Цумадинському районі Дагестану). Аварець. Освіта початкова.
У РСЧА з лютого 1942 року. У діючій армії — командир відділення 8-ї стрілецької роти 1054-го стрілецького полку (301-а стрілецька дивізія, 5-а ударна армія, 1-й Білоруський фронт). У бою за залізничну станцію «Вербіг» (на північний схід від міста Зелов) 17 квітня 1945 року старшина К. Абакаров організував відбиття контратаки танків і штурмових гармат ворога. В результаті бою бійці знищили сім танків, дві штурмових гармати і кілька десятків гітлерівців. Особисто Каді Абакаров вивів з ладу 5 танків і одну штурмову гармату.
З кінці 1945 року демобілізований. Працював у середній школі села Агвалі Цумадинського району, пізніше завідував райторгвідділом, ощадкасою.
Помер 29 лютого 1948 року.

## Нагороди, звання та вшанування пам'яті
15 травня 1946 року старшині Абакарову Каді Абакаровичу присвоєно звання Героя Радянського Союзу з врученням ордена Леніна і медалі «Золота Зірка».
Нагороджений також:
- орденом Червоного Прапора
- 2-ма медалями«За відвагу»